# بود باول
بود باول (بالإنجليزية: Bud Powell)‏ (و. 1924 – 1966 م) هو عازف بيانو، وعازف جاز، وملحن أمريكي، ولد في نيويورك، يستخدم آلات بيانو، توفي في نيويورك، عن عمر يناهز 42 عاماً، بسبب سل.
.

## وصلات خارجية
- بود باول على موقع IMDb (الإنجليزية)
- بود باول على موقع الموسوعة البريطانية (الإنجليزية)
- بود باول على موقع ميوزك برينز (الإنجليزية)
- بود باول على موقع إن إن دي بي (الإنجليزية)
- بود باول على موقع أول ميوزيك (الإنجليزية)
- بود باول على موقع ديسكوغز (الإنجليزية)
- بود باول على موقع قاعدة بيانات الفيلم (الإنجليزية)

- بود باول في قاعدة بيانات الأفلام على الإنترنت